# Rogier van Aerde
Adolf Josef Hubert Frans van Rijen (Róterdam, 4 de octubre de 1917-Apeldoorn, 8 de noviembre de 2007), conocido como Rogier van Aerde, fue un escritor y periodista neerlandés. A lo largo de su carrera escribió diversas novelas y reportajes iniciando con Caín, considerado un "debut magistral" según el poeta y ensayista Anton van Duinkerken.

## Biografía
Nació en Róterdam, hijo de padre homónimo, quien era pintor, y Cecilia María Antonissen, ambos naturales de dicha ciudad. Fue el segundo de cuatro hermanos. Durante muchos años, asistió a la a Iglesia Estudiantil de Ámsterdam de Huub Oosterhuis, despertando un interés en la literatura religiosa a su corta edad.
En 1937 escribió una adaptación del relato bíblico de Caín, abordando también otros temas como la cuestión judía. El libro fue ampliamente difundido, alcanzando una gran popularidad entre el público juvenil. Recibió críticas positivas como la de Anton van Duinkerken, quien lo consideró "un debut magistral". Sin embargo, fue prohibido durante la ocupación alemana, por tener una mentalidad "demasiado judía". Como miembro de la resistencia neerlandesa, Van Aerde fue arrestado y deportado a Nuremberg.
Después de la guerra, de vuelta en los Países Bajos en junio de 1945, van Rijen se casó con Mieke Tacq, mujer a quien conoció en una cervecería en la que trabajaba anteriormente, fruto del cual nacieron seis hijos. Para entonces Rogier dedicaba su tiempo tanto a la escritura de libros como el trabajo periodístico. Escribió reportajes para diarios como de Volkskrant, el Katholieke Illustratie y posteriormente a Margriet y Nieuwe Revu.
Escribió también una serie de libros como Stem in de woestijn en 1947 y Passie, aunque sus trabajos posteriores no llegaron a tener tanto éxito como su libro debut, Caín.